# Reichmannsdorf (Saalfeld)
Reichmannsdorf ist ein Ortsteil der Kreisstadt Saalfeld/Saale im Landkreis Saalfeld-Rudolstadt in Thüringen, der an der Thüringer Porzellanstraße liegt.

## Geographische Lage
Reichmannsdorf liegt auf den Höhen des Thüringer Schiefergebirges, das vom Naturpark Thüringer Wald eingenommen ist.
| Bezeichnung                 | Höhe NN | Richtung | Entfernung | Besonderheit                                               |
| --------------------------- | ------- | -------- | ---------- | ---------------------------------------------------------- |
| Rotschnabel                 | 751 m   | N(⊙)     | 1 km       |                                                            |
| Töpfersbühl                 | 763 m   | N(⊙)     | 2,2 km     |                                                            |
| Kirchberg                   | 725 m   | NW(⊙)    | 4,3 km     |                                                            |
| Aßberg                      | 703 m   | NW(⊙)    | 4,5 km     |                                                            |
| Spitzer Berg                | 790 m   | W(⊙)     | 5,2 km     | nahe Lichte                                                |
| Mittelberg (Piesau)         | 804 m   | SW(⊙)    | 5,5 km     | nahe Piesau                                                |
| Mutzenberg                  | 770 m   | SW(⊙)    | 4,8 km     | teilweise Nadelwald, nahe Schmiedefeld                     |
| Rauhhügel                   | 802 m   | SSW(⊙)   | 4,2 km     | Bergkuppe mit Aussichtsturm Leipziger Turm, Bergrestaurant |
| Mittelberg (Reichmannsdorf) | 617 m   | O(⊙)     | 2,5 km     | nahe Reichmannsdorf                                        |

Zu Reichmannsdorf gehören die Orte Gösselsdorf und Schlagetal.

## Geschichte
Auf dem Gebiet liegt die mittelalterliche Wüstung Brandiskirchen.
Am 1. November 1994 schloss sich die Gemeinde der damaligen Verwaltungsgemeinschaft Lichte-Piesau-Schmiedefeld an. Diese wurde am 30. Dezember 2004 in Lichtetal am Rennsteig umbenannt.
Der Ortsteil Gösselsdorf wurde erstmals 1275 erwähnt und gehörte zeitweilig zu Gräfenthal. 1974 erfolgte die Eingemeindung nach Reichmannsdorf.
Die Gemeinde Reichmannsdorf wurde am 1. Januar 2019 in die Kreisstadt Saalfeld/Saale eingemeindet.

## Religion
Etwa 20 % der Einwohner von Reichmannsdorf sind evangelisch, etwa 1 % katholisch.
Die lutherische Kirchengemeinde Reichmannsdorf mit ihrer Aquilakirche gehört zum Kirchenkreis Rudolstadt-Saalfeld der Evangelischen Kirche in Mitteldeutschland. Gösselsdorf ist jedoch der Kirchengemeinde Gräfenthal im selben Kirchenkreis zugeordnet, zu der die Kirche im benachbarten Großneundorf gehört.

## Politik

### Gemeinderat
Der Rat der Gemeinde Reichmannsdorf bestand aus 8 Mitgliedern und der ehrenamtlichen Bürgermeisterin.
- VUR (Vereinigung Unabhängiger Reichmannsdorfer) 6 Sitze
- FwF (Feuerwehr Reichmannsdorf) 2 Sitze

(Stand: Kommunalwahl am 7. Juni 2009)

### Bürgermeister
Der ehrenamtliche Bürgermeister Christian Jahn (VUR) wurde am 27. Juni 2004 gewählt und 2010 durch den Landkreis abgesetzt. Als Nachfolger wurde Fedor Wohlfahrth (VUR) gewählt. Er verstarb am 28. Januar 2013. In einer Stichwahl am 5. Mai 2013 wurde Antje Büchner (VUR) mit 51 % der abgegebenen Stimmen zur neuen Bürgermeisterin gewählt. Nach 11 Jahren im Amt trat Büchner zur Wiederwahl nicht mehr an. Infolgedessen wurde Marcel Bock am 26. Mai 2024 mit 65 % der abgegebenen Stimmen zum neuen Ortsteilbürgermeister von Reichmannsdorf gewählt. Er setzte sich damit gegen seinen Kontrahenten Christian Jahn (33,2 %) durch, wobei Bock nicht auf dem Wahlzettel stand.
Die Sprechstunden des Bürgermeisters finden im Museum „Rotschnabelnest“ statt.

### Wappen
Das Wappen wurde am 9. April 1997 durch das Thüringer Landesverwaltungsamt genehmigt.
Blasonierung: „In Grün ein eingebogener goldener Schildfuß; darauf rechts eine goldene Palme und links eine silberne männliche Person mit schwarzem Bart in Bergmannskleidung mit Hut, in der Rechten den Palmenstamm umfassend und die Linke eingestützt.“
Das Wappen wurde vom Heraldiker Frank Diemar gestaltet.

## Kultur und Sehenswürdigkeiten
- Aquilakirche

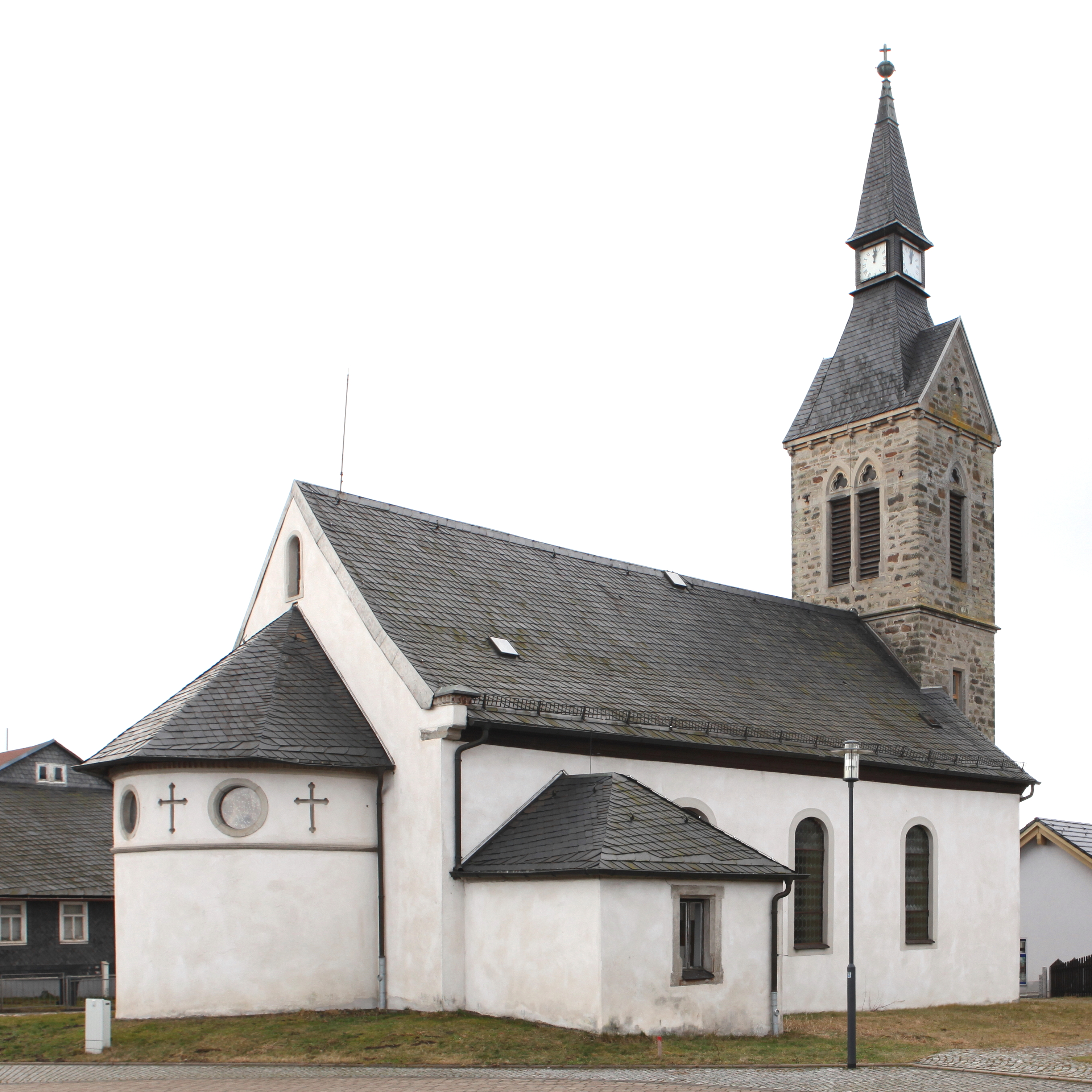
Aquilakirche

- Liste der Kulturdenkmale in Saalfeld/Saale